# پرومیسل نریمانووا
پرومیسل نریمانووا (به لاتین: Promysel Narimanova) یک منطقه مسکونی پیشین در جمهوری آذربایجان است که در شهرستان نفت‌چاله واقع شده است.